# Pamjatniki russkowo musykalnowo iskusstwa
Pamjatniki russkowo musykalnowo iskusstwa (russisch Памятники русского музыкального искусства; wiss. Transliteration Pamjatniki russkogo muzykal'nogo iskusstva; Monuments of Russian music; Denkmäler der russischen Musik; Abk. PRMI ПРМИ PRMI) ist eine Reihe von Notenausgaben, die von 1972 bis 1997 auf Initiative des Staatlichen Instituts für Kunstwissenschaften in Moskau herausgegeben wurden. Die Reihe umfasst Werke aus dem 17.–19. Jahrhundert, die einen bedeutenden Eindruck in der Geschichte der russischen Musik hinterlassen haben. Es wurden insgesamt 12 Bände veröffentlicht. Viele bedeutende Wissenschaftler wie W. W. Protopopow, Ju. W. Keldysch, M. W. Braschnikow, Ju. A. Fortunatow und andere haben an der Reihe mitgearbeitet. Die Ausgaben enthalten Faksimiles der Musikwerke, moderne Transkriptionen der musikalischen und verbalen Texte, wissenschaftliche Kommentare und Abbildungen.

## Inhaltsübersicht
Nr. / Titel / Verfasser / Herausgeber / Jahr / Verschiedenes
- 1. Russische Vokallyrik des 18. Jahrhunderts / Mitgestaltet von Olga Jewgenjewna Lewaschowa[2]. - Moskau: Musyka, 1972 (enthält eine repräsentative Auswahl der sogenannten Rossijskaja pesnja).

- 2. Musik zum Sieg von Poltawa : für gemischten Chor / Mitgestaltet von Protopopow Wladimir Wassiljewitsch[3]. - Moskau : Musyka, 1973.

- 3. Verse / [Melodie] von Fjodor Krestjanin; hrsg. von Maxim Wiktorowitsch Braschnikow. - Moskau : Musyka, 1974.

- 4. Der Geizige: Oper / Musik von W. A. Paschkewitsch; Herausgabe, Bearbeitung für Klavier und Forschung von Je. M. Lewaschow. - Die Partitur mit dem Arrangement für Klavier. - Moskau : Musyka, 1973.

- 5. Sokol [Сокол / Der Falke]: Oper / Musik von  D. Bortnjanski; eingerichtet und aus dem Französischen ins Russische übertragen von A. S. Rosanow. - Partitur mit der Bearbeitung für Klavier. - Moskau : Musyka, 1975.

- 6. Die Kutscher auf der Poststation[4]: komische Oper in einem Akt / Musik von Je. Fomin; Libretto von N. A. Lwow; Vorwort und Bearbeitung für Klavier von I. M. Wetlizyna; hrsg. J. W. Keldysch - Partitur und Klaviatur. - Moskau: Musyka, 1977.

- 7. Die Idee der musikalischen Grammatik /  N. P. Dilezki; Hrsg., Kommentare und Übersetzung von V. V. Protopopov - M. : Musyka, 1979.

- 8. Wie du lebst, so wirst du eingeschätzt, oder Der Salon von St. Petersburg: Opernpartitur und Bearbeitung für Klavier / Musik von W. A. Paschkewitsch; Lib. von O. Je. Lewaschowa. - Moskau : Musyka, 1980.

- 9. Schlüssel zum Snamenny-Gesang : 1604 / Mönch Christoph; Vorwort von G. Nikischow; Lib., übers. von M. V. Braschnikow[5]. - Moskau: Musyka, 1983. web, web

- 10. Der Müller als Zauberer, Betrüger und Ehestifter: Oper / von  M. M. Sokolowski; vertont und arrangiert für Musik von I. Sosnowzew. - Partitur und Klavierauszug. - Moskau: Musyka, 1973.

- 11. Orchestermusik von  Osip Antonowitsch Koslowski. Redaktionelle Bearbeitung und Kommentare von Ja. A. Fortunatow. - Ergebnis. - Moskau; L.: Kotran, 1997.

- 12. Werke für Violine / Musik. I. Je. Chandoschkin; Mitgestalter I. M. Jampolski und B. W. Dobrochotow[6]. - Moskau: Musyka, 1988.